# 中国正友社
中国正友社是中华民国的政党，1942年由重庆正潮社改组成立，抗战胜利后总部设于南京市中山路14号。中国正友社以研讨学术、建立三民主义之新中国为信条。孙启良任总社长。